# シワ (小惑星)
シワ またはシーワ (140 Siwa) は、小惑星帯に位置する比較的大きくて暗い小惑星の一つ。P型小惑星（もしくはC型小惑星）に分類される。光度曲線は平坦であり、球に近い形をしていることが予想される。
1874年10月13日にオーストリアの天文学者ヨハン・パリサによってポーラ（現：プーラ）で発見された。スラヴ神話の豊穣の女神シワにちなみ命名された。
宇宙探査機ロゼッタが (46P) ワータネン彗星へ向かう途中の2008年7月に接近する予定であったが、目標が (67P) チュリュモフ・ゲラシメンコ彗星へ変更されたため、フライ・バイ計画は中止となった。
2006年12月に関東地方で、2009年11月に静岡県と香港で掩蔽が観測された。